# Lepanthes rubripetala
Lepanthes rubripetala är en orkidéart som beskrevs av Stimson. Lepanthes rubripetala ingår i släktet Lepanthes och familjen orkidéer. Inga underarter finns listade i Catalogue of Life.